# Essai
Pour les articles homonymes, voir Essai (homonymie).

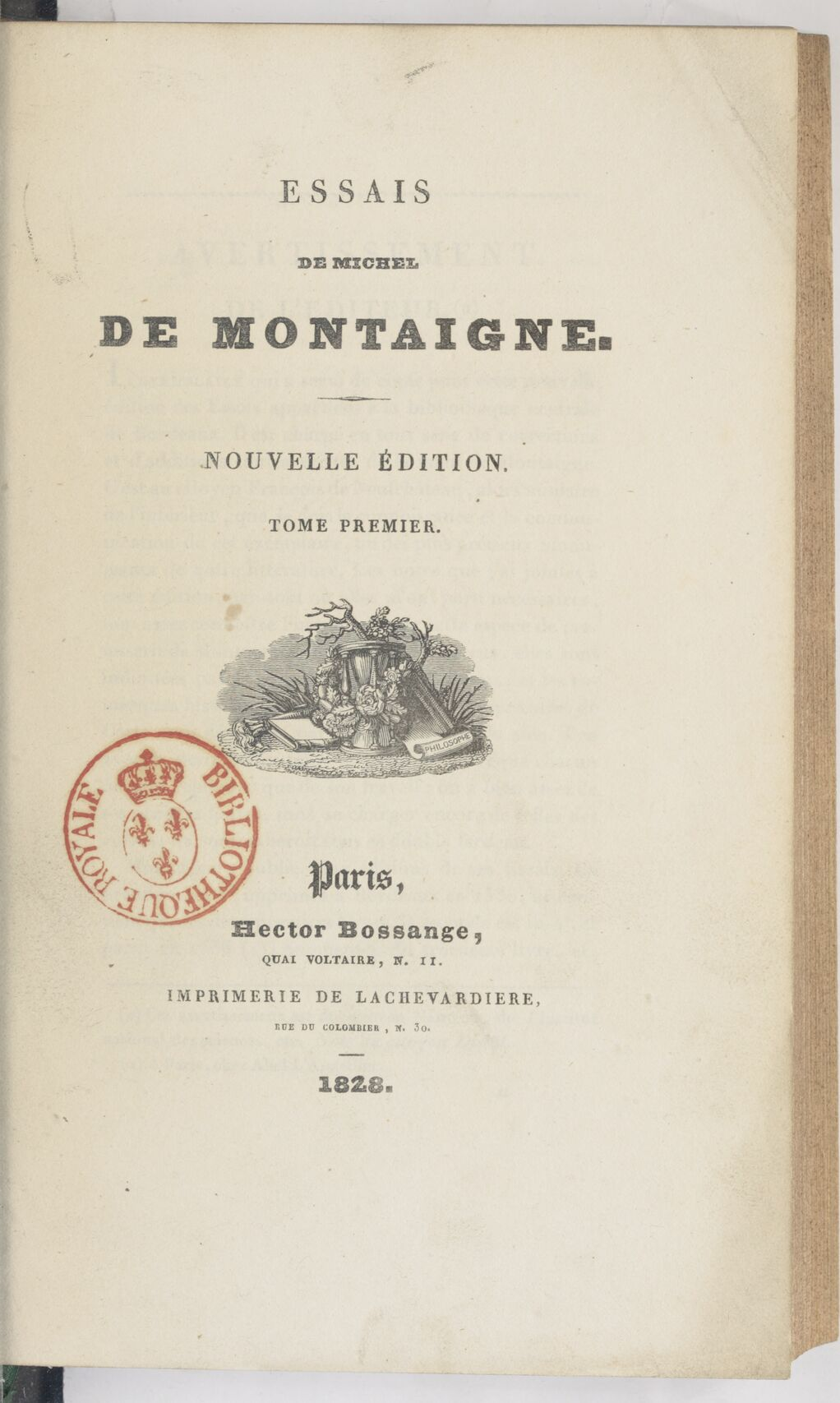
Couverture d'une édition de 1828 des Essais de Montaigne.

En littérature, un essai est une œuvre de réflexion portant sur les sujets les plus divers et exposés  par l'auteur. Contrairement à l'étude, l'essai peut être polémique ou partisan. C'est un texte littéraire qui se prête bien à la réflexion philosophique, mais aussi à d'autres domaines : essais historiques, essais scientifiques, essais politiques, etc.
L'auteur d’un essai est appelé « essayiste ». Le terme « essai » est dérivé du latin exagium, « juger, examiner, peser ».

## Historique
Le genre a été créé au XVIe siècle, et rendu célèbre par Michel de Montaigne (1533-1592) ; dans ses Essais (première publication en 1580), il aborde de nombreux sujets d'étude du point de vue strictement personnel. On a souvent fait remarquer qu'il accordait une telle importance à cet angle d'approche qu'il y décrit par le détail ses propres sensations, perceptions et, parfois, ses maladies. Mais ce mode de travail lui permet de fonder une réflexion philosophique féconde. Il lance ce genre qui inspirera au philosophe et homme politique anglais Francis Bacon ses Essais de morale et de politique (en) (1597). Lewis Carroll écrira aussi des essais bien que peu connus.

## Théorie
La forme de l’essai, en raison de son caractère mouvant et hétérogène, a mis longtemps à être théorisée. En effet, avant le XXe siècle, il existe très peu de théories littéraires notables sur le sujet. Parmi ses premiers théoriciens figure Georg Lukács, qui met en place sa conception du genre dans son texte Nature et forme de l’essai publié en 1972. Par la suite, plusieurs idées ont émergé sur le genre sans jamais aboutir à une théorie solide.
Pour Lukács, l'essai se met en forme en tenant compte de deux types de réalité, qu'il nomme respectivement « la vie en soi » et « la vie concrète ». À ses yeux, il existe une certaine tension entre ces deux réalités, qui représentent ce qu'on vit matériellement (la vie concrète) et ce qu'on conceptualise (la vie en soi). De cela, il avance que l’essai porte toujours sur quelque chose qui existe déjà (ou qui a déjà existé). Aux yeux de Lukács, le rôle de l’essayiste n’est donc pas « faire surgir de la vacuité du néant des choses nouvelles, mais de conférer une organisation nouvelle aux choses qui ont déjà, à un moment quelconque, possédé la vie ». Autrement dit, comme le formule d'Anne Caumartin dans son article « La pensée qui fourche : Dislocation de la pensée dans l’essai québécois contemporain », l’essai « offre la possibilité de comprendre ce qu’il y a autour de soi mais qu’on ne connaît pas, la possibilité aussi d’orienter le monde en permettant à l’écrivain de s’y trouver au plus près en le définissant et en l’expliquant, aussi bien que dans la distance de la méditation, en proposant des alternatives ». L’essai, donc, consiste en une réflexion conceptuelle sur la vie concrète. Pour l’écrivain québécois André Belleau, l'activité de l'essayiste est enclenchée par « des événements culturels » ou « des idées émergeant dans le champ de la culture ».

## Esthétique
Parmi les traits fondamentaux du genre, on trouve notamment les traces de la subjectivité et de l’argumentation. Même si l’écriture au « je » est souvent garante de cette subjectivité, elle ne constitue pas sa seule représentation. En effet, d’après Pascal Riendeau, cette subjectivité passe principalement par « le rapport à soi » dans l'essai ainsi que par l’apparition d'une « démarche argumentative personnelle de l’essayiste ». L'essai se caractérise donc « par la tension qu'il crée entre une pensée subjective et une argumentation plus objective ». Il emprunte « une esthétique de la fragmentation, des disparates et de la rupture, dans laquelle la déconstruction des arguments l’emporte sur l’affirmation d’une doctrine ». Le discours essayiste se caractérise également par une rhétorique de l’enthymème, c’est-à-dire par la construction d’un argumentaire fondé sur la digression.

## Buts
L'essai est une prise de parole assumée par l'auteur. Il se donne voix en passant par la voie du texte.
- Se donner voix : il s'agit de dire les choses et de créer son propre sens et le proposer au lecteur (se situer) par un propos explicite qui laisse percevoir au lecteur le but de l’essai.
- Une voix donnée à l'autre : l'essai est un écrit à la fois près de l'ego et de l'altruisme. La manière d'approcher le sujet peut être réaliste, idéaliste voire utopique (cf. désir et moyen de communication).
- La voix du texte : le texte va révéler un sens, comme la plupart des écritures littéraires (la présence de l'implicite est une caractéristique du langage littéraire), par exemple :
  - écrire pour informer et exprimer son opinion ;
  - écrire pour s'ouvrir, pour connaître le monde ;
  - écrire pour commenter et expliquer le réel ;
  - écrire pour préciser sa place dans le monde et pour donner sa vision du monde ;
  - une expérience, une naissance, en philosophie : une phénoménologie (conscience au monde individuelle qui vise à rejoindre un savoir plus vaste) ;
  - une écriture qui vise une connaissance : se connaître dans et avec le monde, sans pour autant être un traité scientifique ou de vulgarisation. Se découvrir en précisant sa pensée, ce qui même cela, dans le texte, engendrera une forme d’errance, un centre et des digressions (texte idéologique personnel).

### Engagement
Certains essais expriment un engagement (politique, social, humaniste, existentiel et vital) :
- regard sur le réel, choix du sujet, le choix du langage et la forme de l'essai ;
- s'interroger ;
- explorer la réalité concrète, historique, sociale, universelle et personnelle ;
- liberté d'expression et de sujet (du banal au crucial, de la bagatelle à l'essentiel) ;
- pas exhaustif, se traduisant par une quête, une proposition, plus qu'une recherche exhaustive ;
- un point de vue, séduction ;
- avoir un esprit critique ;
- perception qui suggère même dans son désir de dire ou de faire connaître à l'autre (notion de message).

### Dans le texte
- L'essai permet une grande variété dans l’expression ; du monologue à l'argumentation poussée, en passant par l'évocation, l'information, la critique, la description, le portrait, la narration, l’anecdote, la maxime, la pensée, l'exemple ou l'illustration, le dialogue simulé, etc.

- idées ;
- réflexions ;
- arguments ;
- analyses ;
- choix ;
- opinions ;
- informations ;
- considérations ;
- jugements ;
- subjectivités ;
- perceptions sensibles et intellectuelles ;
- points de vue ;
- critiques.

## Essais notoires
- Pensées, de Blaise Pascal.
- Jalons, de Nicolas Berdiaev, Sergueï Boulgakov, et autres (1909).
- Les Monstres et les Critiques, de J. R. R. Tolkien.
- Propos sur les pouvoirs, du philosophe Alain (1985).
- L'Ère du soupçon, de Nathalie Sarraute (1956).
- Le Deuxième Sexe, de Simone de Beauvoir (1949).